# ФРГ на зимних Олимпийских играх 1988
ФРГ принимала участие в Зимних Олимпийских играх 1988 года в Калгари (Канада) в шестой раз, и завоевала две золотые, четыре серебряные и две бронзовые медали. Сборную страны представляли 19 женщин.
| ФРГ на олимпиаде 1988 года в Калгари | ФРГ на олимпиаде 1988 года в Калгари             | ФРГ на олимпиаде 1988 года в Калгари | ФРГ на олимпиаде 1988 года в Калгари | ФРГ на олимпиаде 1988 года в Калгари |
| Медали                               | Спортсмены                                       | Вид спорта                           | Дисциплина                           | Результат                            |
| ------------------------------------ | ------------------------------------------------ | ------------------------------------ | ------------------------------------ | ------------------------------------ |
| Золото                               | Марина Киль                                      | Горнолыжный спорт                    | скоростной спуск, женщины            | 1.25,86                              |
| Золото                               | Томас Мюллер Ганс-Петер Поль Хуберт Шварц        | Лыжное двоеборье                     | мужчины                              | 1.25,86                              |
| Серебро                              | Георг Хакль                                      | Санный спорт                         | мужчины                              | 3.05,916                             |
| Серебро                              | Кристина Кинсхофер                               | Горнолыжный спорт                    | слалом, женщины                      | 2.07,42                              |
| Серебро                              | Франк Вёрндль                                    | Горнолыжный спорт                    | слалом, мужчины                      | 1.39,53                              |
| Серебро                              | Эрнст Райтер Штефан Хёк Петер Ангерер Фриц Фишер | Биатлон                              | 4 x 7,5 км, эстафета                 | 1.23.37,4                            |
| Бронза                               | Кристина Кинсхофер                               | Горнолыжный спорт                    | гигантский слалом, женщины           | 1.38,40                              |
| Бронза                               | Томас Шваб Вольфганг Штаудингер                  | Санный спорт                         | мужчины                              | 1.32,274                             |